# Maasia hypoleuca
Maasia hypoleuca är en kirimojaväxtart som först beskrevs av Joseph Dalton Hooker och Thomas Thomson, och fick sitt nu gällande namn av Mols, Keßler och Rogstad. Maasia hypoleuca ingår i släktet Maasia och familjen kirimojaväxter. Inga underarter finns listade i Catalogue of Life.